# Lohitzun-Oyhercq
Lohitzun-Oyhercq (Baskisch: Lohitzüne-Oihergi) is een gemeente in het Franse departement Pyrénées-Atlantiques (regio Nouvelle-Aquitaine) en telt 217 inwoners (1999). De plaats maakt deel uit van het arrondissement Bayonne en ligt in de Baskische provincie Soule.

## Geografie
De oppervlakte van Lohitzun-Oyhercq bedraagt 17,7 km², de bevolkingsdichtheid is 12,3 inwoners per km².
De onderstaande kaart toont de ligging van Lohitzun-Oyhercq met de belangrijkste infrastructuur en aangrenzende gemeenten.

## Demografie
Onderstaande figuur toont het verloop van het inwonertal (bron: INSEE-tellingen).